# Как ограбить банк
«Как ограбить банк» (англ. How to Rob a Bank) — независимый американский фильм, снятый режиссёром Эндрюсом Дженкинсом, премьера которого состоялась 20 мая 2007 года на Cannes Film Market. Съёмки фильма были закончены к марту 2006 года. Он был показан на кинофестивале в Лос-Анджелесе в июне 2007 года. Фильм о человеке, который внезапно попадает в середину ограбления банка и в конечном итоге в хранилище с одним из грабителей, оказывающейся красивой девушкой, где и берёт её в заложники. Фильм представлен в виде видеодневника главного героя.

## Сюжет
Джейсон Тэйлор по нелепой случайности оказывается заперт в хранилище банка с красивой девушкой Джессикой, которая грабит этот банк. Снаружи хранилища находятся соучастники Джессики — вооруженная банда грабителей, во главе с Саймоном, которые теперь не могут попасть в хранилище. Кроме того, Джейсон позвонил в полицию, которая, под командованием офицера Де Гепса, окружила здание банка. И теперь Джейсону приходится взять ситуацию в свои руки, чтобы спасти себя и девушку, да ещё и выручить немного денег.

## В ролях
| Актёр            | Роль                       |
| ---------------- | -------------------------- |
| Николас Стал     | Джейсон Тэйлор (Джинкс)    |
| Эрика Кристенсен | Джессика (заложница)       |
| Гэвин Россдэйл   | Саймон                     |
| Терри Крюс       | офицер полиции Де Гепс     |
| Лео Фицпатрик    | грабитель из банды Саймона |
| Дэвид Кэррадайн  | Ник                        |

## 10 советов, как ограбить банк и остаться на свободе
Полный список советов по ограблению, показываемый в течение фильма:
1. Решите грабить банк.
2. Составьте план.
3. Имейте запасной план.
4. Наладьте хорошую связь.
5. Выберите тщательно ваших партнеров.
6. Будьте готовы к неожиданностям.
7. Дерьмо случается.
8. Не жадничай.
9. Помните, что дерьмо случается.
10. Нужно знать, когда уйти.